# كلية الحاسبات والمعلومات (جامعة المنصورة)
كلية الحاسبات والمعلومات جامعة المنصورة تعتبر واحدة من أهم كليات جامعة المنصورة في الوقت الحالي؛في عام 2010 ميلادية ولاول مرة يشترك طلاب الكلية في يوم الهندسة المصري بالقرية الذكية
وذلك بمشاركة 6 مشاريع تخرج نالت اعجاب وتقدير الزوار والقائمين على المهرجان المصري
ولم يتوقف نشاك الكلية عند ذلك الحد بل واتسع إلى ان يتخرج فيها اساتذة مساعدين ومعيدين 
نالوا الدرجات العلمية وانتقلوا إلى الخارج للدراسة والتدريس أيضا...

## تاريخ الكلية
أنشئت كلية الحاسبات والمعلومات جامعة المنصورة في عام 1996 بقرار من المجلس الأعلى للجامعات طبقاً للقرار الجمهوري بتأسيس كليات الحاسبات والمعلومات.

## موقع الكلية
تم البناء الأول للكلية عام 2010 ميلادية خلف مقر كلية علوم بالجامعة
بالدور الرابع من المبنى معهد ITI التابع لوزارة الاتصالات المصرية.

## شروط الالتحاق بالكلية
- أن يكون الطالب حاصلاً على شهادة الثانوية العامة المصرية من الشعبة الهندسية (الرياضيات) أو ما يعادلها من الشهادات الأجنبية.
- أن يكون الطالب حاصلاً علي الحد الأدني من الدرجات التي يحددها مكتب التنسيق بوزارة التعليم العالي للقبول بالكلية في ذات العام الدراسي.
- أن يكون الطالب حاصلا على الحد الأدنى من الدرجات التي يحددها مكتب التنسيق بوزارة التعليم العالى وذلك للالتحاق ببرنامج المعلوماتية الطبية من علمى علوم بمصاريف خاصة ( برنامج مميز ) يتم تحديدها بناءا على اجتماع وقرار مجلس الكلية والمجلس الأعلى للجامعه .

## أقسام الكلية
- علوم الحاسب.
- نظم المعلومات.
- تكنولوجيا المعلومات.
- برنامج هندسة البرمجيات.
- برنامج المعلوماتية الطبية .
- برنامج الذكاء الاصطناعي .

## النقابة المهنية
توجد شعبه بنقابة العلميين باسم شعبه الحاسبات والمعلومات وتقبل خرجين كليه الحاسبات والمعلومات

## الجمعية المصرية لمهندسي البرمجيات
- تأسست الجمعية المصرية لمهندسي البرمجيات في عام 2004 بهدف العمل علي تأسيس نقابة مهنية لخريجي كليات الحاسبات والمعلومات المصرية وكذلك لتقديم الخدمات والأنشطة للطلاب والخريجين.
- ساهمت كلية الحاسبات والمعلومات بجامعة القاهرة في تأسيس الجمعية المصرية لمهندسي البرمجيات في عام 2004 ويوجد بالكلية المقر الرئيسي للجمعية.
- يرأس مجلس إدارة الجمعية منذ تأسيسها وحتي الآن ا.د. معتز خورشيد وزير التعليم العالي والبحث العلمي.
- تعقد الجمعية المصرية لمهندسي البرمجيات ملتقى سنوي للتوظيف لخريجي كليات الحاسبات يضم كبرى شركات البرمجيات وتكنولوجيا المعلومات والاتصالات في مصر ويحضره وزراء التعليم العالي والاتصالات والتنمية الإدارية، وهو يعد أكبر ملتقي توظيفي في مصر للمتخصصين في صناعة البرمجيات وتكنولوجيا المعلومات.

## وصلات خارجية
- وزارة الاتصالات وتكنولوجيا المعلومات المصرية
- كلية الحاسبات والمعلومات جامعة المنصورة